# Per Schönhult
Per Svensson Schönhult, född 8 januari 1760 på Skönhult, Hishults församling, Hallands län, död 22 september 1837 i Ängelholms församling, Kristianstads län, var en svensk målarmästare och bonadsmålare.

## Biografi
Han var son till Sven Persson och Karin Bengtsdotter och från 1801 gift med Maja Lang. Schönhult inskrevs som målarlärling hos målarmästaren Nils Otto Zebeck i Lund 1790 och blev mästare 1797 i Ängelholm där han bedrev verksamhet fram till sin död. Vid sidan av sitt arbete som yrkesmålare utförde han ett stort antal bonadsmålningar och brukar omnämnas som Knäredsskolans grundare. Enligt traditionen fick han sin utbildning i bonadsmålning av Per Hörberg men om detta verkligen var förhållandet finns inga arkivaliska noteringar men det finns inget som motsäger detta påstående. De första kända arbeten från Schönhult daterar sig till slutet av 1780-talet och är utförda i en traditionell rustik stil som står Nils Lindberg nära och han har troligen studerat Lindbergs målningar noga.  Under 1790-talet efter att han utbildade sig till yrkesmålare förfinade förfinar han sin teknik utan att släppa den folkliga motivkretsen med blommor, blomrankor och andra hantverksmässiga påverkade dekorationer. Schönhults bonader fick ett stort inflytande blad de andra verksamma bonadsmålarna i trakten som följde hans exempel med att dela upp bilderna i rektangulära fält omgivna av dekorerade bårder. Schönhult är representerad i Varbergs museum och Nordiska museet i Stockholm.